# Don't Make a Wave Committee

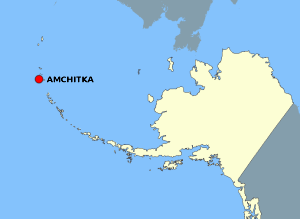
Localisation de l'île de Amchitka, Alaska.

Le Comité Don't Make a Wave, traduit en français par « Ne faites pas de vague », comme vague de protestation contre le risque d'une vague de tsunami et d'un nuage nucléaire, est une organisation antinucléaire devenue Greenpeace, organisation non gouvernementale mondiale pour l'environnement.
Don't Make a Wave Committee est fondée en octobre 1969 à Vancouver, au Canada, pour tenter de mettre un terme aux essais nucléaires souterrains américains dans la réserve naturelle nationale de Amchitka, dans les îles Aléoutiennes de l'Alaska. Don't Make a Wave Committee est formé en octobre 1969 et officiellement créé au début des années 1970,.

## Contexte, tests nucléaires en Alaska

Emplacements des tests nucléaires sur l'île de Amchitka

À la fin des années 1960, les États-Unis préparent des essais d'armes nucléaires souterrains dans l'île d'Amchitka, à l'extrême pointe de l'Alaska. À la suite du séisme de 1964 en Alaska ces préparations soulèvent de nombreuses inquiétudes, liées au risque de déclenchement de tremblements de terre et de provoquer un tsunami.
En 1969, une manifestation de plus de 7 000 personnes bloque l'un des principaux passages de la frontière entre l'État de Washington, États-Unis et la Province de Colombie-Britannique, Canada. Certains manifestants portent des slogans comme "Don't Make A Wave. It's Your Fault If Our Fault Goes" (Ne créez pas une vague [de tsunami]. C'est de votre faute si notre faille [tectonique] bouge". D'autres manifestations ont eu lieu à la frontière des deux États, en Ontario et au Québec. Ces protestations citoyennes n'empêchent pas l'armée des États-Unis de déclencher la bombe nucléaire.
| Nom       | Date (GMT)             | Lieu                          | Puissance       | Rayon              |
| --------- | ---------------------- | ----------------------------- | --------------- | ------------------ |
| Long Shot | 21:00, 29 octobre 1965 | 51° 26′ 12″ N, 179° 10′ 47″ E | 80 kt (330 TJ)  | 2 343 ft (714 m)   |
| Milrow    | 22:06, 2 octobre 1969  | 51° 24′ 56″ N, 179° 10′ 48″ E | ~ 1 Mt (4,2 PJ) | 4 002 ft (1 220 m) |
| Cannikin  | 22:00, 6 novembre 1971 | 51° 28′ 11″ N, 179° 06′ 12″ E | < 5 Mt (21 PJ)  | 6 104 ft (1 860 m) |

## Annonce d'un test exceptionnel

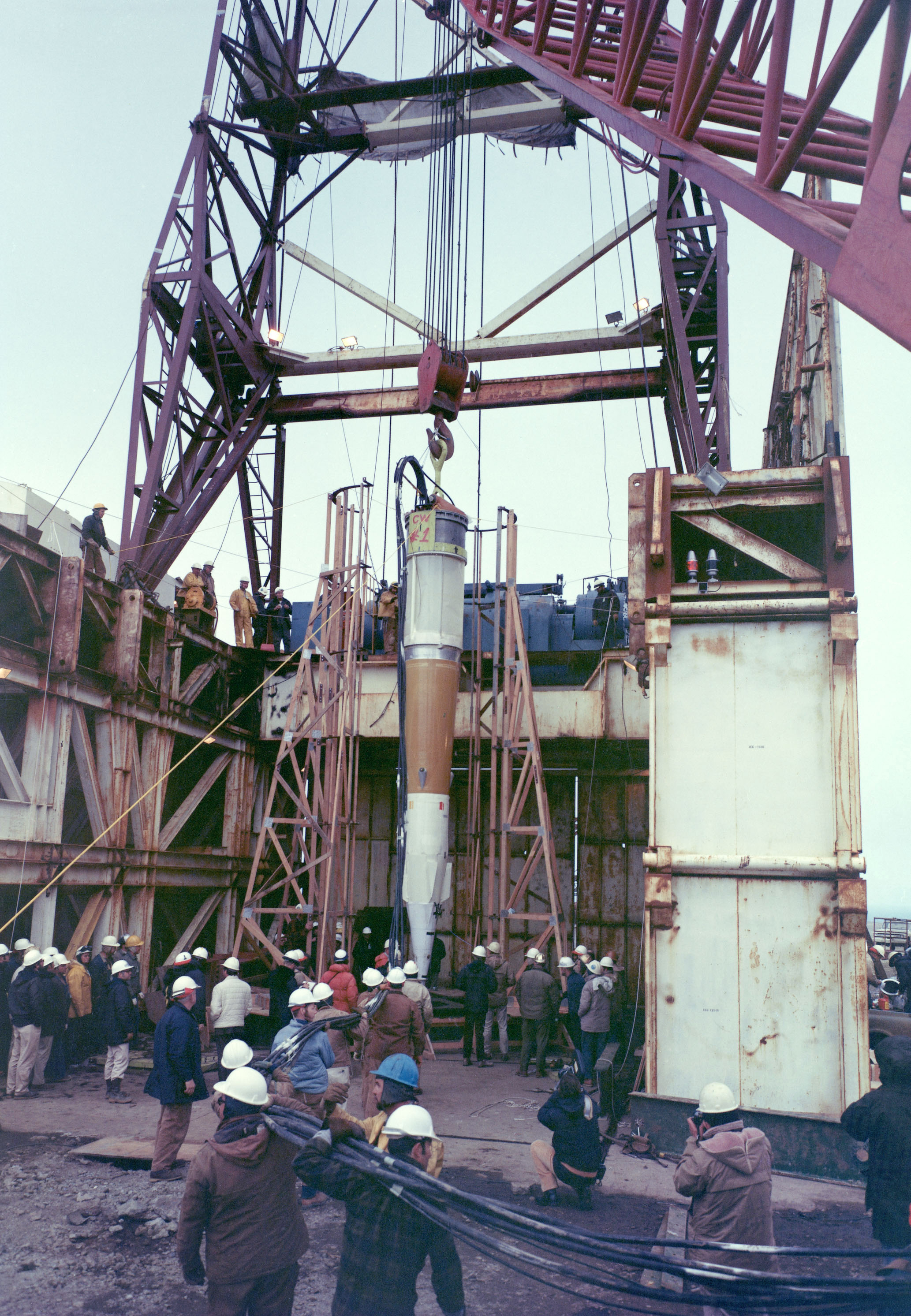
Descente d'une tête nucléaire dans un puits, 1971, Amchitkam, Alaska.

Bien qu'aucun séisme ou tsunami ne soient détectés après le test, l'opposition grossit lorsque le gouvernement annonce que les États-Unis s'apprêtent à faire exploser une bombe cinq fois plus puissante que la première. Parmi l'opposition se trouvent Jim Bohlen, vétéran de la Seconde Guerre mondiale marqué par les explosions d'Hiroshima et Nagasaki ainsi qu'un couple de quakers, Irving et Dorothy Stowe. Ils sont membres du Sierra Club, l'une des plus anciennes ONG vouées à la protection de l'environnement, fondé en 1892, mais sont frustrés par le manque d'action de l'organisation.

## Préparation d'une intervention pacifiste
En octobre 1969 ils se réunissent dans une salle paroissiale pour organiser un coup d'éclat en faveur de l'interdiction du nucléaire. Ils décident de nommer leur groupe Don't Make a Wave Committee. Marie Bohlen, la femme de Jim, imagine l'idée de se rendre sur place en bateau, sur le modèle des voyages anti-nucléaires d'Albert Bigelow en 1958. L'idée est que leur seule présence empêchera le déclenchement de la bombe. La presse l'apprend et écrit un article nommant le Sierra Club. L'organisation rejette la connexion, et l'année suivante Jim et Marie Bohlen, Irving et Dorothy Stowe et Paul Cote, un étudiant en droit et activiste pacifiste officialise la création d'une association indépendante, Don't Make a Wave Committee. Le premier bureau est dans une arrière-boutique face au Broadway de Cypress in Kitsilano, à Vancouver.
Lors des réunions de 1970, Bill Darnell imagine la combinaison des mots « vert » et « paix » pour baptiser la première expédition de l'association : Greenpeace One. De nombreux Canadiens protestent contre les essais souterrains de l'armée des États-unis effectués sous le nom de code Cannikin, en 1971. Pour la première expédition de Don't Make a Wave Committee un navire de pêche est loué, le Phyllis Cormack. Le journaliste canadien Bob Hunter couvre l'opération, avec d'autres journalistes comme Ben Metcalfe.

## Expéditions

### Greenpeace One
À l'automne 1971, le bateau navigue vers Amchitka et se retrouve nez à nez avec le Confiance, un navire de la marine américaine. Les militants sont contraints de rebrousser chemin. Le mauvais temps empire, et l'équipage décide à remords de revenir au Canada. Ils y découvrent que les nouvelles du voyage et le soutien de l'équipage de la Confiance ont suscité une vague de compassion pour leur tentative manquée.

### Greenpeace Too!
Don't Make a Wave Committee affrète un nouveau bateau, un ancien dragueur de mines appelé Edgewater Fortune, qui est rebaptisé Greenpeace Too! (Greenpeace aussi/deux !). Paul Watson, également cofondateur de Greenpeace est sélectionné pour faire partie de ce deuxième équipage. La veille de leur arrivée à Amchitka, le 6 novembre 1971, la Commission de l'Énergie Atomique des États-Unis décide de déclencher la bombe à hydrogène avec un jour d'avance.
La puissance de l'explosion est évaluée entre 4,4 et 5,2 mégatonnes, ce qui fait de Long shot l'essai nucléaire souterrain le plus puissant jamais réalisé par les États-Unis. C'est presque 400 fois la puissance de la bombe lancée sur Hiroshima. Le sol se soulève de 6 mètres, l'effondrement du terrain crée un nouveau lac, de plus de 1 600 mètres de large. Un choc sismique de 7,0 sur l'échelle de Richter est enregistré. Bien que les séismes et tsunamis craints par les mouvements écologistes n'aient pas lieu, un nombre important de petits mouvements tectoniques sont enregistrés les semaines suivantes.

## Conséquences

Le logo du mouvement antinucléaire, créé dans les années 1970.

La critique envers les essais nucléaires atteint une ampleur inégalée, ce qui pousse les États-Unis à ne pas poursuivre leur programme de test à Amchitka. L'association a atteint son objectif et jouit d'un immense prestige auprès des protestataires. Encore aujourd'hui l'île est surveillée pour les risques de contamination radioactive.
Le 4 mai 1972, le comité change son nom officiel en la Greenpeace Fondation,. La même année David McTaggart envoie son voilier, le Greenpeace III, en Polynésie française pour s'opposer aux essais nucléaires réalisés dans l'atoll de Mururoa.